# Port lotniczy Spanish Cay
Port lotniczy Spanish Cay (ICAO: MYAX) – port lotniczy położony w Spanish Cay, na wyspie Abaco, na Bahamach.